# Rapazes da via Panisperna

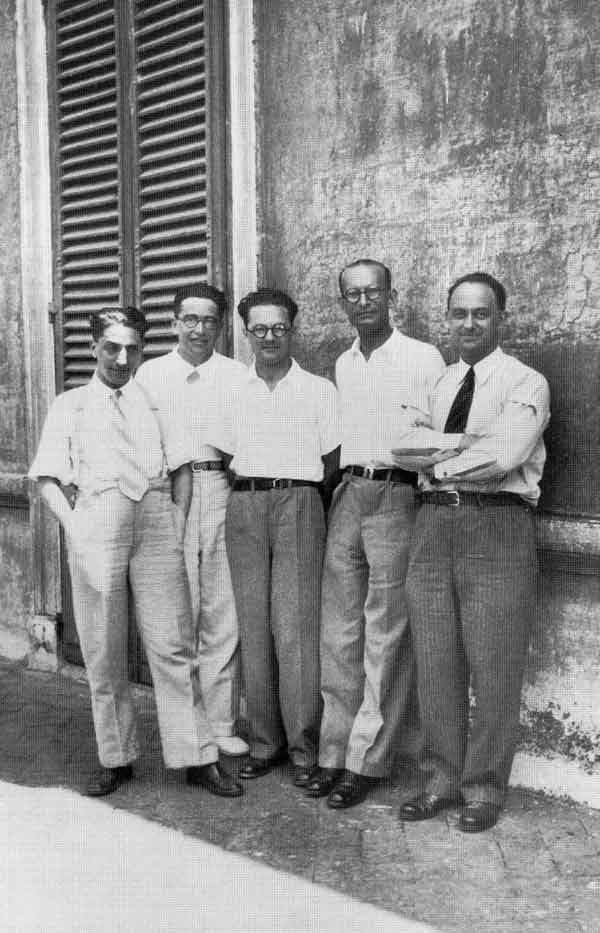
Enrico Fermi e os rapazes da Via Panisperna no pátio do Instituto de Física da Universidade de Roma na Via Panisperna, ca. 1934. Da esquerda para a direita: Oscar D'Agostino, Emilio Gino Segrè, Edoardo Amaldi, Franco Rasetti e Enrico Fermi

Os rapazes da Via Panisperna (em italiano:  I ragazzi di Via Panisperna) foi um grupo de jovens cientistas liderado por Enrico Fermi. Em Roma em 1934, realizaram a famosa descoberta do nêutron lento, que possibilitou mais tarde a construção do reator nuclear, e então a construção da primeira bomba atômica.
O apelido do grupo deve-se ao endereço do Instituto de Física na Universidade de Roma "La Sapienza". A Via Panisperna, uma estrada do Rioni Monti no centro da cidade, que tomou seu nome do monastério próximo de San Lorenzo in Panisperna.
Os outros membros do grupo foram Edoardo Amaldi, Oscar D'Agostino, Ettore Majorana, Bruno Pontecorvo, Franco Rasetti e Emilio Gino Segrè. Todos estes eram físicos, exceto D'Agostino que era um químico.

## Crescimento do grupo
O grupo cresceu sob a supervisão do físico, ministro, senador e diretor do Instituto de Física Orso Mario Corbino. Corbino reconheceu as qualidades de Enrico Fermi e liderou a comissão que o indicou em 1926 como professor de uma das três cátedras de física teórica na Itália.